# Dreyen
Dreyen is een dorp in het noordwesten van de Duitse gemeente Enger, deelstaat Noordrijn-Westfalen, en telt 1.275 inwoners (31 december 2019).
Het is een nog grotendeels agrarisch georiënteerd dorp.
De oudste vermelding van Dreyer dateert van 1151. In een belastingregister van de Abdij van Herford wordt het dorp als „Treine“ vermeld.

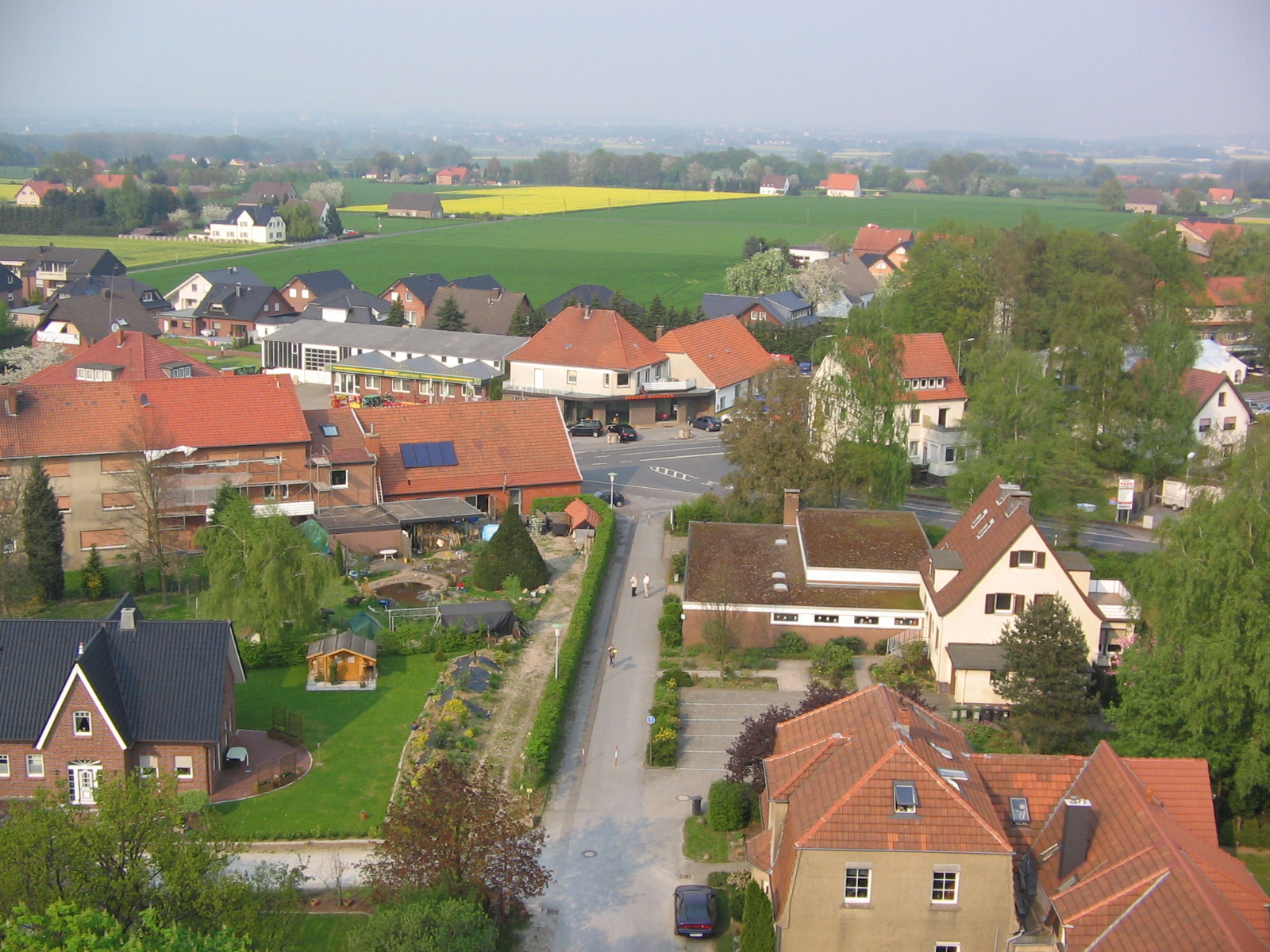
Dorpsgezicht